# Taping the Radio
Taping the Radio è il terzo album in studio del gruppo musicale neozelandese Steriogram, pubblicato nel 2010.

## Tracce
1. Shamoe – 3:38
2. Skinny Runt Revolution – 2:32
3. Taping the Radio – 3:43
4. Ready for Action – 2:31
5. Kevvo – 2:12
6. No Ordinary Man – 3:29
7. Moving On – 2:58
8. White Trash – 3:28
9. Whiskey – 2:47
10. Texas Beauties – 2:27
11. Two Day Hangover – 2:46

## Formazione
- Tyson Kennedy - voce
- Brad Carter - voce, chitarra
- Tim Youngson - chitarra, cori
- Jake Adams - basso, cori
- Jared Wrennall - batteria, cori